# Jean-Edouard Barde
Jean-Edouard Barde (* 3. Oktober 1836 in Genf; † 23. Oktober 1904 ebenda) war ein Schweizer evangelischer Geistlicher und Hochschullehrer.

## Leben

### Familie
Jean-Edouard Bardes Familie stammte ursprünglich aus Valence in der Dauphiné in Frankreich, die als Angehörige der sogenannten reformierten Religion Valence im September 1685 verliess, um nach Genf oder in die Schweiz zu flüchten.
Er war der Sohn des Pfarrers Charles Barde und dessen Ehefrau Caroline-Louise-Susanne (geb. de Gallatin). Sein jüngerer Bruder Jules-Auguste Barde (1841–1904), wurde Augenarzt und eröffnete die erste Genfer Augenklinik, bevor er die Leitung der Augenklinik Rothschild übernahm. Sein Onkel war der Politiker Pierre-Auguste Barde (1800–1860) und sein Neffe Edmond Barde (1874–1959), Mitbegründer des Genfer Pressevereins.
1863 heiratete er Jeanne-Sophie-Emma, eine Tochter von Adolphe de Pourtalès; gemeinsam hatten sie einen Sohn:
- Henri Paul Barde (1866–1927), Pfarrer, war verheiratet mit  Suzanne Julie Caroline, Tochter von Arthur Louis Gédéon Warnery.

### Ausbildung
Jean-Edouard Barde immatrikulierte sich 1856 zu einem Theologiestudium an der Académie de Genève und beendete es dort 1860, um das Studium an der Universität Berlin sowie 1861 an der Universität Tübingen fortzusetzen. Er beendete das Studium mit seinem Doktorat und wurde 1861 ordiniert. Seine weitere Ausbildung setzte er von 1862 bis 1863 in Erlangen, Schottland und Paris fort.

### Werdegang
Von 1864 bis 1865 war er Redakteur der religiösen Zeitschrift Semaine religieuse und 1865 wurde er zum Pfarrer von Vandœuvres ernannt und blieb bis 1879 in diesem Amt.
1880 wurde er als Professor der Exegese des Neuen Testaments an die Theologische Schule in Genf berufen.

### Geistliches und politisches Wirken
Er engagierte sich auch in der Genfer Union nationale évangélique. Während der liberalen Krise und des Kulturkampfes in der Schweiz zählte er zu den Anführern des evangelischen Flügels der protestantischen Genfer Nationalkirche und führte 1869 im Vorfeld, als es um die Frage des Verhältnisses zwischen Kirche und Staat ging, ein Aufsehen erregendes öffentliches Streitgespräch mit Ferdinand Buisson.

## Mitgliedschaften
- Er war Mitglied des internationalen Zentralkomitees des Christlichen Vereins Junger Menschen und war von 1895 bis 1904 deren Präsident.

## Schriften (Auswahl)
- Une seule foi. Genève, 1867.
- Deux jours au milieu des inondations. Genève, 1868.
- L'Histoire sainte dans l'enseignement primaire: conférence faite au cirque de Plainpalais, à Genève le 4 mars 1869 en réponse à M. le Prof. Buisson. Genève: H. Georg, 1869.
- Où faut-il entrer et comment? Genève, Paris 1869.
- Etudes bibliques adressées à la jeunesse. Lausanne: A. Imer, 1883.
- Commentaire sur les Actes des apôtres. Lausanne: G. Bridel & Cie, 1898.
- Le pastorat évangélique au XXme siècle: discours prononcé le 2 octobre 1902 à la séance d'ouverture de l'école de théologie de Genève. Genève: J.-H. Jeheber, 1902.
- Paul apôtre: Etudes sur la seconde épître aux Corinthiens. Lausanne: G. Bridel, 1905.